# Nuno Mendes (futbolista)
Nuno Alexandre Tavares Mendes (Sintra, 19 de junio de 2002) es un futbolista portugués. Su posición es la de defensa y su club es el Paris Saint-Germain F. C. de la Ligue 1 de Francia.

## Trayectoria

### Inicios
Nació en Sintra, Distrito de Lisboa, de ascendencia caboverdiana, comenzó a jugar al fútbol a los 9 años, y sus ídolos de la infancia fueron Cristiano Ronaldo, Lionel Messi, David Alaba y Marcelo Vieira, siendo los dos últimos jugadores los que trató emular. Fue descubierto por su maestro de escuela Bruno Botelho, quien lo invitó a jugar en el club local Despertar en las afueras de Lisboa. Rápidamente se destacó, llamando posteriormente la atención del S. L. Benfica, del F. C. Porto y del Sporting de Lisboa y se unió a la cantera de este último a los 10 años.
Durante su proceso de exploración, cuando regresaba a casa de la escuela, se dio cuenta de que un hombre lo seguía. Por temor a que le robaran, corrió a su casa, ubicada en un barrio muy pobre; el "acosador" era en realidad un ojeador del Sporting, quien luego le convenció para que fichara. Pasó los siguientes cuatro años haciendo un viaje de ida y vuelta de dos horas para entrenar todas las noches con su maestro, antes de mudarse a la academia del Sporting a la edad de 14 años.
Inicialmente jugó como mediocampista ofensivo antes de convertirse en lateral izquierdo, una posición con la que tuvo problemas al principio.

### Sporting de Lisboa
Tras el estallido de la pandemia de COVID-19 en febrero, que supuso un final prematuro para la temporada de fútbol juvenil, fue uno de los pequeños grupos de canteranos que fueron llamados al primer equipo por el técnico Rúben Amorim, a pesar de haber jugado solo una vez. desde noviembre por una lesión. Hizo su debut profesional en la victoria en casa por 1-0 en la Primeira Liga contra el F. C. Paços de Ferreira el 12 de junio de 2020, como suplente en el minuto 72 de Marcos Acuña.
Después de que este último se fue al Sevilla F. C. en la temporada baja de 2020, se convirtió en la primera opción con solo 18 años, convirtiéndose en el jugador más joven en formar parte del once inicial del club desde Cristiano Ronaldo en septiembre de 2002; fue titular en seis de los siete partidos de liga restantes de su equipo. Marcó su primer gol en competición con ellos el 4 de octubre del mismo año, en la victoria a domicilio por 2-0 sobre el Portimonense S. C.
Acordó una extensión de contrato el 19 de diciembre de 2020, aumentando su cláusula de rescisión de 45 millones de euros a 70 millones de euros. Jugó 29 partidos para los eventuales campeones, y también fue nombrado en el Equipo del Año.
El 31 de julio de 2021 brindó una asistencia a Jovane Cabral en la derrota por 2-1 del S. C. Braga y la conquista de la Supercopa de Portugal.

### Paris Saint-Germain
El 31 de agosto de 2021 se hizo oficial su préstamo al Paris Saint-Germain F. C. Debutó en la Ligue 1 con el club el 11 de septiembre, entrando como suplente en el minuto 85 en la victoria por 4-0 ante el Clermont Foot 63. Apareció en su primer partido de la Liga de Campeones de la UEFA cuatro días después, sustituyendo a Abdou Diallo a los 75 minutos de un empate a uno a domicilio con el Club Brujas en la fase de grupos; tuvo un impacto instantáneo en el campo, en particular haciendo una carrera "brillante" para establecer una oportunidad de tiro para Lionel Messi en el minuto 77. Ese mismo mes fue titular por primera vez, en una victoria por 2-1 contra el Olympique de Lyon.
El 23 de abril de 2022 contribuyó a que el PSG ganara su décimo título de la Ligue 1, un récord, aportando 27 partidos para los campeones, ya que fue uno de los nominados al premio de Jugador Joven del Año de la Ligue 1 y, en consecuencia, fue nombrado en el Equipo del Año de la Ligue 1 junto a dos de sus compañeros. El 31 de mayo el PSG hizo efectiva su cláusula de compra, de 40 millones de euros, y le firmó un contrato de cuatro años.

## Selección nacional
Tras haber sido internacional con Portugal en categorías inferiores, el 16 de marzo de 2021 fue convocado por primera vez con la selección absoluta para disputar los primeros partidos de la clasificación para el Mundial de 2022. Debutó el 24 del mismo mes en el triunfo por la mínima ante Azerbaiyán.

### Participaciones con la selección nacional
| Copa          | Sede     | Resultado        | Partidos | Goles |
| ------------- | -------- | ---------------- | -------- | ----- |
| Eurocopa 2020 | Europa   | Octavos de final | 0        | 0     |
| Mundial 2022  | Catar    | Cuartos de final | 1        | 0     |
| Eurocopa 2024 | Alemania | Cuartos de final | 4        | 0     |

## Estadísticas

### Clubes
Actualizado al último partido jugado el 13 de julio de 2025.
| Club | Div.          | Temporada     | Liga(1) | Liga(1) | Liga(1) | Copas nacionales(2) | Copas nacionales(2) | Copas nacionales(2) | Copas internacionales(3) | Copas internacionales(3) | Copas internacionales(3) | Total | Total | Total  |
| Club | Div.          | Temporada     | Part.   | Goles   | Asist.  | Part.               | Goles               | Asist.              | Part.                    | Goles                    | Asist.                   | Part. | Goles | Asist. |
| --- | ------------- | ------------- | ------- | ------- | ------- | ------------------- | ------------------- | ------------------- | ------------------------ | ------------------------ | ------------------------ | ----- | ----- | ------ |
| Sporting C. P. Portugal | 1.ª           | 2019-20       | 9       | 0       | 0       | 0                   | 0                   | 0                   | 0                        | 0                        | 0                        | 9     | 0     | 0      |
| Sporting C. P. Portugal | 1.ª           | 2020-21       | 29      | 1       | 1       | 4                   | 0                   | 1                   | 2                        | 0                        | 0                        | 35    | 1     | 2      |
| Sporting C. P. Portugal | 1.ª           | 2021-22       | 2       | 0       | 0       | 1                   | 0                   | 1                   | ―                        | ―                        | ―                        | 3     | 0     | 1      |
| Sporting C. P. Portugal | Total club    | Total club    | 40      | 1       | 1       | 5                   | 0                   | 2                   | 2                        | 0                        | 0                        | 47    | 1     | 3      |
| Paris Saint-Germain F. C. Francia | 1.ª           | 2021-22       | 27      | 0       | 1       | 2                   | 0                   | 1                   | 8                        | 0                        | 0                        | 37    | 0     | 2      |
| Paris Saint-Germain F. C. Francia | 1.ª           | 2022-23       | 23      | 1       | 5       | 3                   | 0                   | 1                   | 6                        | 1                        | 0                        | 32    | 2     | 6      |
| Paris Saint-Germain F. C. Francia | 1.ª           | 2023-24       | 6       | 1       | 1       | 3                   | 0                   | 1                   | 5                        | 0                        | 0                        | 14    | 1     | 2      |
| Paris Saint-Germain F. C. Francia | 1.ª           | 2024-25       | 24      | 1       | 3       | 6                   | 0                   | 1                   | 23                       | 4                        | 2                        | 53    | 5     | 6      |
| Paris Saint-Germain F. C. Francia | Total club    | Total club    | 80      | 3       | 10      | 14                  | 0                   | 4                   | 42                       | 5                        | 2                        | 136   | 8     | 16     |
| Total carrera | Total carrera | Total carrera | 120     | 4       | 11      | 19                  | 0                   | 6                   | 44                       | 5                        | 2                        | 183   | 9     | 19     |
| (1) Incluye datos de Copa de Portugal, Copa de la Liga de Portugal, Supercopa de Portugal y Copa de Francia. (2) Incluye datos de Liga de Campeones de la UEFA y Liga Europa de la UEFA. (3) No incluye goles en partidos amistosos. |               |               |         |         |         |                     |                     |                     |                          |                          |                          |       |       |        |

## Palmarés

### Títulos nacionales
| Título                      | Club                      | País     | Año  |
| --------------------------- | ------------------------- | -------- | ---- |
| Copa de la Liga de Portugal | Sporting C. P.            | Portugal | 2021 |
| Primeira Liga               | Sporting C. P.            | Portugal | 2021 |
| Supercopa de Portugal       | Sporting C. P.            | Portugal | 2021 |
| Ligue 1                     | París Saint-Germain F. C. | Francia  | 2022 |
| Supercopa de Francia        | París Saint-Germain F. C. | Francia  | 2022 |
| Ligue 1                     | París Saint-Germain F. C. | Francia  | 2023 |
| Supercopa de Francia        | París Saint-Germain F. C. | Francia  | 2023 |
| Ligue 1                     | París Saint-Germain F. C. | Francia  | 2024 |
| Copa de Francia             | París Saint-Germain F. C. | Francia  | 2024 |
| Supercopa de Francia        | París Saint-Germain F. C. | Francia  | 2024 |
| Ligue 1                     | París Saint-Germain F. C. | Francia  | 2025 |
| Copa de Francia             | París Saint-Germain F. C. | Francia  | 2025 |

### Títulos internacionales
| Título                       | Club (*)                  | Sede     | Año  |
| ---------------------------- | ------------------------- | -------- | ---- |
| Liga de Campeones de la UEFA | Paris Saint-Germain F. C. | Múnich   | 2025 |
| Liga de Naciones de la UEFA  | Selección de Portugal     | Alemania | 2025 |
| Supercopa de la UEFA         | Paris Saint-Germain F. C. | Údine    | 2025 |

(*) Incluyendo la selección.

### Distinciones individuales
| Distinción                                                      | Año  |
| --------------------------------------------------------------- | ---- |
| Mejor jugador de la Liga de Naciones de la UEFA[cita requerida] | 2025 |